# Embia shoa
Embia shoa is een insectensoort uit de familie Embiidae, die tot de orde webspinners (Embioptera) behoort. De soort komt voor in het noordoosten van het Afrotropisch gebied.
Embia shoa is voor het eerst wetenschappelijk beschreven door Ross in 2006.